# A to Z (phim truyền hình)
A to Z là một bộ phim truyền hình hài kịch lãng mạn của Hoa Kỳ được sáng tạo bởi Ben Queen. Ông từng là giám đốc sản xuất cùng với Rashida Jones và Will McCormack cho hãng Warner Bros. Television. Series ra mắt vào ngày 2 tháng 10 năm 2014 trên NBC. Tuy nhiên đến ngày 30 tháng 10, lượng người xem đã giảm gần 50% sau tập thứ năm nên nhà đài quyết định hủy bỏ loạt phim ngay ngày hôm sau, dẫu cho trước đó đã chọn phát sóng tám tập cuối cùng sản xuất hoàn chỉnh. Phần cuối của tác phẩm công chiếu vào ngày 22 tháng 1 năm 2015.

## Tiền đề
Câu chuyện kể về cuộc sống của Andrew, một nhân viên tại trang web hẹn hò trên internet, anh luôn mơ ước được gặp cô gái trong mộng của mình và Zelda, một luật sư nghiêm túc được nuôi dưỡng bởi bà mẹ hippie và mang trong mình tính cách nổi loạn. Như ván bài tình cờ của định mệnh, Zelda gặp Andrew để giải quyết tranh chấp về chuyện ghép đôi hẹn hò không xứng, rồi hai cá thể độc thân này bất ngờ phải lòng nhau. Từ đó, loạt phim thuật lại dòng thời gian mối quan hệ của họ "từ A đến Z".

## Diễn viên

### Vai chính
- Ben Feldman trong vai Andrew Lofland
- Cristin Milioti trong vai Zelda Vasco
- Henry Zebrowski trong vai Stu Bartokowski
- Lenora Crichlow trong vai Stephie Bennett
- Christina Kirk trong vai "Big Bird" Lydia
- Hồng Châu trong vai Lora[5][6]
- Parvesh Cheena trong vai Dinesh[7]
- Katey Sagal trong vai người kể chuyện

### Vai định kỳ
- Patrick Carlyle trong vai Sage
- Ben Falcone trong vai Howard
- Nancy Friedrich trong vai Nancy

## Phát sóng
Bộ phim có sẵn để phát trực tuyến ở Úc trên kênh Stan. Bắt đầu từ ngày 30 tháng 11 năm 2015, series công chiếu trên đài E4 của Vương quốc Anh, và cuối cùng là ra mắt ở đài tv2 trên toàn lãnh thổ New Zealand vào ngày 6 tháng 12 cùng năm.

## Tập phim
| TT. | Tiêu đề                            | Đạo diễn             | Biên kịch                      | Ngày phát hành gốc   | Mã sản xuất | Người xem tại tại Mỹ (triệu) |
| --- | ---------------------------------- | -------------------- | ------------------------------ | -------------------- | ----------- | ---------------------------- |
| 1   | "A is for Acquaintances"           | Michael Patrick Jann | Ben Queen                      | 2 tháng 10 năm 2014  | 276073      | 4.79                         |
| 2   | "B is for Big Glory"               | Michael Patrick Jann | Ryan Koh                       | 9 tháng 10 năm 2014  | 4X6802      | 3.63                         |
| 3   | "C is for Curiouser and Curiouser" | Steve Pink           | Bill Callahan                  | 16 tháng 10 năm 2014 | 4X6803      | 3.37                         |
| 4   | "D is for Debbie"                  | Michael Patrick Jann | Laura Gutin Peterson           | 23 tháng 10 năm 2014 | 4X6804      | 3.13                         |
| 5   | "E is for Ectoplasm"               | Eric Appel           | Theresa Mulligan               | 30 tháng 10 năm 2014 | 4X6806      | 2.49                         |
| 6   | "F is for Fight, Fight, Fight!"    | David Wain           | Donald Diego                   | 6 tháng 11 năm 2014  | 4X6805      | 2.74                         |
| 7   | "G is for Geronimo"                | Phil Traill          | Rashida Jones & Will McCormack | 13 tháng 11 năm 2014 | 4X6808      | 2.35                         |
| 8   | "H is for Hostile Takeover"        | Henry Chan           | Craig Gerard & Matthew Zinman  | 20 tháng 11 năm 2014 | 4X6807      | 2.44                         |
| 9   | "I is for Ill Communication"       | Alex Hardcastle      | Ben Queen & Sono Patel         | 11 tháng 12 năm 2014 | 4X6809      | 2.52                         |
| 10  | "J is for Jan Vaughan"             | Michael Patrick Jann | Ryan Koh & Ben Queen           | 1 tháng 1 năm 2015   | 4X6810      | 1.34                         |
| 11  | "K is for Keep Out"                | Tristram Shapeero    | Bill Callahan                  | 8 tháng 1 năm 2015   | 4X6811      | 2.02                         |
| 12  | "L is for Likeability"             | Michael Patrick Jann | Theresa Mulligan & Laura Gutin | 15 tháng 1 năm 2015  | 4X6812      | 1.73                         |
| 13  | "M is for Meant to Be"             | Eric Appel           | Ben Queen                      | 22 tháng 1 năm 2015  | 4X6813      | 2.09                         |

## Đón nhận

### Chuyên môn
A to Z đã nhận được phản hồi tích cực từ các cây bút phê bình. Trên trang web tổng hợp đánh giá Rotten Tomatoes, bộ phim sở hữu tỷ trọng tích cực 67% dựa trên 48 bài bình luận. Sự đồng thuận của website cho biết: "Các vai chính rất đáng yêu, nhưng cách viết của A to Z có cảm giác phô trương và thiếu góc nhìn mới mẻ về chuyện tình lãng mạn trên truyền hình thời hiện đại." Trên Metacritic, bộ phim đạt số điểm 66/100 dựa trên 24 nhà phê bình, cho thấy các bài đánh giá "nhìn chung là thuận lợi".

### Xếp hạng
| STT | Tựa đề                             | Ngày phát sóng       | Xếp hạng/chia sẻ (18–49) | Người xem (triệu) | DVR (18–49) | Người xem DVR (triệu) | Tổng (18–49) | Tổng lượt xem (triệu) |
| --- | ---------------------------------- | -------------------- | ------------------------ | ----------------- | ----------- | --------------------- | ------------ | --------------------- |
| 1   | "A is for Acquaintances"           | 2 tháng 10 năm 2014  | 1.2/3                    | 4.79              | 0.4         | 0.95                  | 1.6          | 5.74                  |
| 2   | "B is for Big Glory"               | 9 tháng 10 năm 2014  | 1.0/3                    | 3.63              | 0.4         | 0.79                  | 1.4          | 4.42                  |
| 3   | "C is for Curiouser and Curiouser" | 16 tháng 10 năm 2014 | 1.0/3                    | 3.37              | 0.4         | 0.83                  | 1.4          | 4.20                  |
| 4   | "D is for Debbie"                  | 23 tháng 10 năm 2014 | 0.9/3                    | 3.13              | 0.2         | 0.54                  | 1.1          | 3.67                  |
| 5   | "E is for Ectoplasm"               | 30 tháng 10 năm 2014 | 0.7/2                    | 2.49              | 0.4         | 0.66                  | 1.1          | 3.15                  |
| 6   | "F is for Fight, Fight, Fight!"    | 6 tháng 11 năm 2014  | 0.8/2                    | 2.74              | N/A         | N/A                   | N/A          | N/A                   |
| 7   | "G is for Geronimo"                | 13 tháng 11 năm 2014 | 0.6/2                    | 2.35              | N/A         | N/A                   | N/A          | N/A                   |
| 8   | "H is for Hostile Takeover"        | 20 tháng 11 năm 2014 | 0.7/3                    | 2.44              | N/A         | N/A                   | N/A          | N/A                   |
| 9   | "I is for Ill Communication"       | 11 tháng 12 năm 2014 | 0.8/2                    | 2.49              | N/A         | N/A                   | N/A          | N/A                   |
| 10  | "J is for Jan Vaughan"             | 1 tháng 1 năm 2015   | 0.4/1                    | 1.34              | N/A         | N/A                   | N/A          | N/A                   |
| 11  | "K is for Keep Out"                | 8 tháng 1 năm 2015   | 0.6/2                    | 2.05              | N/A         | N/A                   | N/A          | N/A                   |
| 12  | "L is for Likeability"             | 15 tháng 1 năm 2015  | 0.5/2                    | 1.73              | N/A         | N/A                   | N/A          | N/A                   |
| 13  | "M is for Meant to Be"             | 22 tháng 1 năm 2015  | 0.6/2                    | 2.09              | N/A         | N/A                   | N/A          | N/A                   |